# Сальсо (приток Симето)
Са́льсо (итал. Salso, Salso Orientale) — река в Италии, правый приток Симето, протекает по территории провинции Энна на востоке острова Сицилия. Длина реки составляет 64 км.
Начинается на склонах горы Пиццо-Галло (высотой 1162 м) около южной окраины гор Неброди. Генеральным направлением течения реки является восток. В среднем течении на высоте 368 м над уровнем моря между коммунами Регальбуто и Аджира на Сальсо устроено водохранилище Лаго-Поццилло. Юго-западнее Адрано впадает в Симето.